# Eubazus crassigaster
Eubazus crassigaster är en stekelart som först beskrevs av Léon Abel Provancher 1886.  Eubazus crassigaster ingår i släktet Eubazus och familjen bracksteklar. Inga underarter finns listade i Catalogue of Life.